# Говард, Тодд
Тодд Эндрю Говард (англ. Todd Andrew Howard) (род. 25 апреля 1971 года) — американский геймдизайнер, геймдиректор и продюсер. В настоящее время является главой и креативным директором компании Bethesda Game Studios. Журнал GamePro назвал его одним из 20 самых влиятельных людей в игровой индустрии за последние 20 лет. IGN называет его одним из лучших разработчиков игр за всё время.

## Ранний период жизни
Тодд Эндрю Говард родился в 1971 году в городе Лоуэр Макунги, штат Пенсильвания, в семье Рональда (Рона) и Присциллы Говард. Его старший брат, Джеффри Марк (Джефф) Говард, позже был «директором по творческим вопросам» Диснея, наблюдая за производством Бэмби II. Он проявил интерес к компьютерам, особенно к видеоиграм, в очень молодом возрасте. Говард считает, что ролевые видеоигры 1980-х годов Wizardry и Ultima III: Exodus вдохновят его на создание будущих игр. Он окончил в 1989 году среднюю школу Эммаус в Эммаусе, штат Пенсильвания. В 1993 году он окончил Колледж Уильяма и Мэри в Вильямсбурге, штат Вирджиния, по специальности «бизнес», одновременно взяв компьютерные классы в качестве кредита. Позже Говард заявил, что специальность «бизнес» была самым легким путем в колледже.
Во время каникул в выпускном классе колледжа Говард получил копию книги Уэйна Гретцки «Хоккей» (1988) от Bethesda Softworks. В День Мартина Лютера Кинга-младшего он посетил офисы Bethesda Softworks, мимо которых проходил каждый день по дороге в школу и обратно. Он попросил работу в компании, но получил отказ: ему ответили, что для начала он должен окончить школу. После учебы он вернулся в Bethesda на работу, но ему снова отказали из-за отсутствия возможностей трудоустройства в то время. Вместо этого Говард начал работать в небольшой игровой компании в Йорктауне, штат Вирджиния, что позволило ему посетить несколько конференций, например, Consumer Electronics Show, где он продолжил обращаться к Bethesda с просьбой о приеме на работу.

## Карьера
Bethesda Softworks в конце концов наняла Говарда в качестве продюсера. Его первая заслуга в разработке игр для Bethesda заключалась в том, что он был продюсером и дизайнером The Terminator: Future Shock (1995), а затем работал дизайнером над Skynet и The Elder Scrolls II: Daggerfall, выпущенными в 1996 году. Впервые он был руководителем проекта в The Elder Scrolls Adventures: Redguard, выпущенном в 1998 году.
В 2000 году Говард был назначен руководителем проекта и дизайнером The Elder Scrolls III: Morrowind и последующих дополнений. Игра была выпущена в 2002 году и имела успех у критиков и коммерческий успех, выиграв несколько наград «Игра года». Затем он руководил созданием The Elder Scrolls IV: Oblivion (2006) в качестве исполнительного продюсера. После этого он работал игровым директором и исполнительным продюсером Fallout 3, выпущенного в 2008 году.
Говард вернулся в серию The Elder Scrolls, чтобы возглавить разработку в качестве креативного директора пятой части The Elder Scrolls V: Skyrim, выпущенной в ноябре 2011 года. Впоследствии он руководил Fallout 4, выпущенным в ноябре 2015 года, и Fallout 76, многопользовательской частью серии, которая вызвала критику после ее выпуска в ноябре 2018 года. Говард также будет исполнительным продюсером предстоящей игры, основанной на серии фильмов про Индиану Джонса, которые в настоящее время разрабатывают MachineGames и Lucasfilm Games.

## Мнения и признание
Что касается взглядов Говарда на видеоигры, он признал в 2011 году, что The Elder Scrolls IV: Oblivion пожертвовала тем, что делало The Elder Scrolls III: Morrowind «особенным», сказав: «С Oblivion мы имеем дело со столичной провинцией, и мы хотели вернуться к более классическому ощущению Арены и Даггерфолла в фантастическом мире, который казался более изысканным и гостеприимным. Но в этом мы пожертвовали кое-чем из того, что делало Морровинд особенным: чудом открытий». Игры The Elder Scrolls должны были позволить людям «жить другой жизнью, в другом мире».
В 2012 году Говард также сказал, что он одобряет модификацию видеоигр и не понимает, почему многие разработчики не разрешают это. В 2016 году, после выхода Fallout 4, Говард признал, что хорошо осведомлён о критике в адрес игры, особенно в отношении диалоговой системы, сказав: «То, как мы делали некоторые диалоги (в Fallout 4), тоже не особо сработало. Но я знаю причины, по которым мы это пытались сделать — чтобы сделать приятное интерактивное общение — но (это было) менее успешным, чем некоторые другие вещи в игре».
Говард часто выступает на отраслевых мероприятиях и конференциях. Он выступил перед разработчиками на конференции D.I.C.E. в 2009 году, поделившись своими правилами разработки игр. Он вернулся в качестве основного докладчика на D.I.C.E. в 2012 году. По его мнению, разработчики должны игнорировать демографию аудитории и установленную базу, а вместо этого следовать своим увлечениям, говоря, что «если бы установочная база действительно имела значение, мы бы все делали настольные игры, потому что на свете много столов».
Работа Говарда часто привлекала внимание средств массовой информации и прессы; его игры были показаны в Newsweek, CNN, USA Today и The Today Show. Высокая популярность игр, которые поставил и продюсировал Говард, превратила его и некоторые его цитаты в интернет-мемы.
Говард стал 16-м обладателем премии Game Developers Conference Lifetime Achievement Award. Журнал GamePro назвал его в числе «20 самых влиятельных людей в игровой индустрии за последние 20 лет». Говард также получил награду D.I.C.E. как «Лучший игровой режиссёр» в 2012 и 2016 годах. В 2014 году он был награждён «LARA чести», наградой за пожизненные достижения из Германии. В 2013 году IGN поместило Говарда на 70-е место в рейтинге «100 лучших создателей игр всех времен». В 2017 году он был занесён в Зал славы Академии интерактивных искусств и наук. В 2020 году Говард получил награду Develop Star 2020 за «выдающиеся достижения и вклад в отрасль».

## Личная жизнь
Тодд Говард женился на Кимберли Линн Яиссл, учительнице начальных классов, 8 июля 1995 года в католической церкви Св. Томаса Мора в Аллентауне, штат Пенсильвания. В 2003 или в 2004 году у Говарда родился сын Люк.

## Работы

### Игры
| Год  | Название                               | Роль                                  |
| ---- | -------------------------------------- | ------------------------------------- |
| 1995 | The Terminator: Future Shock           | продюсер, доп. дизайн                 |
| 1996 | Skynet                                 | геймдизайнер                          |
| 1996 | The Elder Scrolls II: Daggerfall       | доп. дизайн                           |
| 1998 | The Elder Scrolls Adventures: Redguard | геймдиректор, геймдизайнер, сценарист |
| 2002 | The Elder Scrolls III: Morrowind       | геймдиректор                          |
| 2004 | The Elder Scrolls Travels: Shadowkey   | исполнительный продюсер               |
| 2006 | The Elder Scrolls IV: Oblivion         | исполнительный продюсер               |
| 2008 | Fallout 3                              | геймдиректор                          |
| 2011 | The Elder Scrolls V: Skyrim            | геймдиректор                          |
| 2015 | Fallout Shelter                        | исполнительный продюсер               |
| 2015 | Fallout 4                              | геймдиректор                          |
| 2018 | Fallout 76                             | исполнительный продюсер               |
| 2020 | The Elder Scrolls: Blades              | исполнительный продюсер               |
| 2023 | Starfield                              | геймдиректор                          |
| 2024 | Indiana Jones and the Great Circle     | исполнительный продюсер               |
| TBA  | The Elder Scrolls VI                   | геймдиректор                          |
| TBA  | Fallout 5                              | геймдиректор                          |

### Кино и телевидение
| Год  | Название | Роль                    |
| ---- | -------- | ----------------------- |
| 2024 | Фоллаут  | исполнительный продюсер |